# Ana Duato
Ana Consuelo Duato Boix (Valencia, 18 de junio de 1968), conocida como Ana Duato, es una actriz española de cine y televisión. Es más conocida por su rol como Mercedes Fernández López en la serie Cuéntame cómo pasó.

## Biografía
Nació en Valencia el 18 de junio de 1968. Dedicada desde muy joven a la interpretación, debutó en el cine de la mano del director Basilio Martín Patino, interviniendo en su película Madrid (1987).
Consiguió popularidad y reconocimiento a raíz de sus trabajos en televisión, donde ha protagonizado numerosas y recordadas series criminales. En 1989 aparece en un capítulo de Brigada Central, de Pedro Masó, donde coincidió por primera vez con Imanol Arias, actor muy vinculado a su trayectoria posterior. En 1992 intervino en Celia, una exitosa adaptación de los cuentos de Elena Fortún a cargo de José Luis Borau y Carmen Martín Gaite. Dos años después, protagonizó junto con Juanjo Puigcorbé la serie Villarriba y Villabajo, trabajo en tono de comedia por el que optó al premio Fotogramas de Plata como mejor actriz de televisión.
En 1996 afianza su carrera cinematográfica. Pilar Miró le encarga el papel de Marcela en su memorable adaptación de El perro del hortelano, e inicia una fructífera colaboración con el director cántabro Mario Camus, realizando los papeles protagonistas de sus películas Adosados y El color de las nubes.
Regresa en 1996 al medio televisivo con un papel principal en Médico de familia. Consigue un Fotogramas de Plata por su interpretación y abandona la serie al dar a luz a su primer hijo. En 1998 se incorpora al elenco de Querido maestro, nuevamente junto a Imanol Arias, y más tarde protagoniza Mediterráneo, series entre la comedia y el drama que dan muestra de su versatilidad interpretativa.
Tras participar en el filme Las razones de mis amigos (Gerardo Herrero, 2000), Ana Duato encarna a la esposa de Severo Ochoa en la producción de TVE dedicada al científico asturiano, un éxito que revalida merced al personaje más popular y premiado de su trayectoria, el de Mercedes Fernández López en Cuéntame cómo pasó, serie de televisión que la vuelve a unir a Imanol Arias y que ha contado con su dedicación absoluta en los últimos años. Entre otros reconocimientos, fue seleccionada como semifinalista europea en la 33.ª edición de los Premios Emmy Internacional 2005 en el apartado de mejor actriz.

## Vida personal
Está casada desde 1989 con el productor de televisión Miguel Ángel Bernardeau, con el que tiene dos hijos, el actor Miguel Bernardeau (Valencia, 1996) y María (Madrid, 2004). Es prima del exbailarín y coreógrafo Nacho Duato y hermana de Joaquín Duato, CEO de la farmacéutica Johnson & Johnson.
En mayo de 2016 se le abrió una investigación judicial por la presunta comisión de delitos de fraude fiscal y blanqueo de capitales. Sin embargo, fue absuelta de todos los cargos por sentencia de la Audiencia Nacional en julio de 2025.
Ana Duato es embajadora de buena voluntad de Unicef y colabora en diversos proyectos humanitarios, como el que la llevó al país africano de Níger en 2006.

## Filmografía
| Año  | Película                                     | Personaje        | Director              | Género               | Duración |
| ---- | -------------------------------------------- | ---------------- | --------------------- | -------------------- | -------- |
| 1987 | Madrid                                       |                  | Basilio Martín Patino | Drama/Romance/Bélico | 1h 48 m  |
| 1989 | Un negro con un saxo                         | Lidia            | Francesc Bellmunt     | Suspense             | 1h 35 m  |
| 1991 | Cómo levantar 1000 kilos                     | Sara             | Antonio Hernández     | Comedia/Crimen       | 1h 40 m  |
| 1992 | Una estación de paso                         | Madre deJuán     | Gracia Querejeta      | Drama                | 1h 33 m  |
| 1993 | Y creó en el nombre del padre (cortometraje) |                  | Óscar del Caz         | Drama                | 19 m     |
| 1994 | Amor propio                                  | Ayudante de juez | Mario Camus           | Drama                | 1h 59 m  |
| 1996 | El perro del hortelano                       | Marcela          | Pilar Miró            | Romance/Comedia      | 1h 59 m  |
| 1996 | Adosados                                     | Paula            | Mario Camus           | Drama                | 1h 38 m  |
| 1997 | El color de las nubes                        | Tina             | Mario Camus           | Drama                | 1h 50 m  |
| 1998 | La vuelta de El Coyote                       | Joy              | Mario Camus           | Aventura             | 1h 18 m  |
| 1998 | El Coyote: El tribunal del Coyote            | Joy              | Mario Camus           | Aventura             |          |
| 2000 | Las razones de mis amigos                    | Leticia          | Gerardo Herrero       | Drama                | 1h 49 m  |

## Series de televisión
| Año       | Serie                                  | Canal      | Personaje          | Notas         |
| --------- | -------------------------------------- | ---------- | ------------------ | ------------- |
| 1989-1990 | Brigada Central                        | La 1       | Virginia           | 14 episodios  |
| 1993      | Celia                                  | La 1       | Mamá               | 6 episodios   |
| 1993      | Para Elisa                             | La 1       |                    | 1 episodio    |
| 1993      | Lleno, por favor                       | Antena 3   | Madre              | 1 episodio    |
| 1994      | Colegio Mayor                          | Telemadrid | Bibi               | 1 episodio    |
| 1994-1995 | Villarriba y Villabajo                 | La 1       | Paulina            | 25 episodios  |
| 1995-1997 | Médico de familia                      | Telecinco  | Irene Acebal       | 29 episodios  |
| 1997-1998 | Querido maestro                        | Telecinco  | Lola               | 22 episodios  |
| 1999-2000 | Mediterráneo                           | Telecinco  | Clara Salgado      | 13 episodios  |
| 2000      | Estudio 1                              | La 1       |                    | 1 episodio    |
| 2001      | Severo Ochoa. La conquista de un Nobel | La 1       | Carmen Covián      | 2 episodios   |
| 2001-2023 | Cuéntame cómo pasó                     | La 1       | Mercedes Fernández | 420 episodios |
| 2003      | Telepasión Española                    | La 1       |                    | 1 episodio    |

## Premios y candidaturas
Premios Emmy Internacional
- Semifinalista europea mejor actriz de televisión (2005).

Fotogramas de Plata
- Mejor actriz de televisión (1997, 2002, 2003).
- Candidata mejor actriz de televisión (1995, 2004).

Premios TP de Oro
- Mejor actriz (2001, 2002, 2003, 2006, 2009, 2010, 2011).
- Candidata mejor actriz (2004, 2005, 2007).

Premios de la Unión de Actores
- Candidata mejor actriz protagonista de televisión (2003, 2004)

Premios de la Academia de la Televisión - ATV
- Mejor actriz (2007,2011)
- Candidata mejor actriz (2002, 2003, 2004, 2005, 2006, 2008).

Premios Zapping
- Mejor actriz (2004, 2005).

Premio Ecovidrio 2013
- Personalidad del año.